# Port Shepstone
Port Shepstone è un centro abitato del Sudafrica, situato nella provincia del KwaZulu-Natal.